# Tim Considine

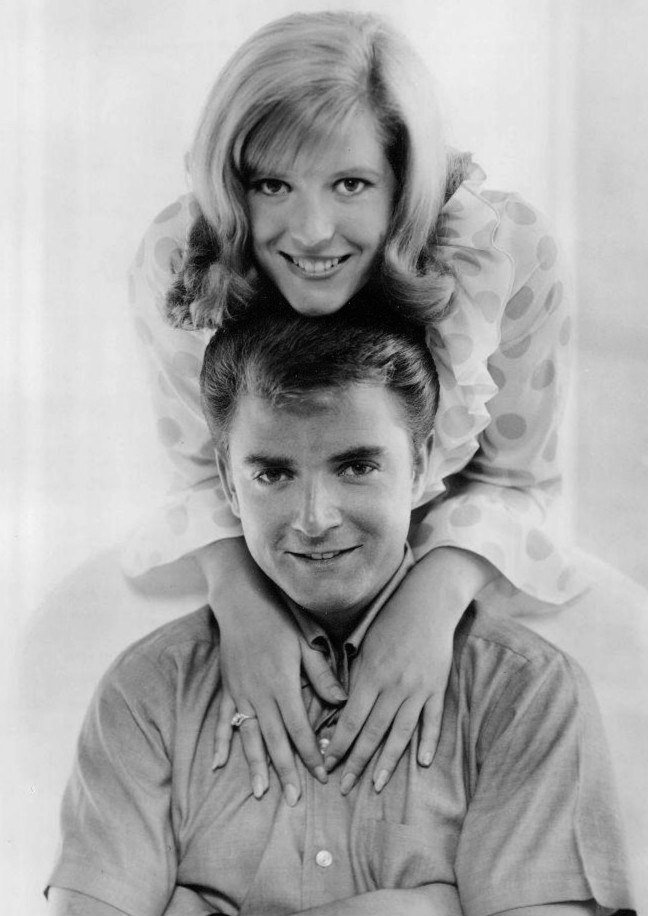
Tim Considine und Meredith MacRae (1965)

Timothy Daniel „Tim“ Considine (* 31. Dezember 1940 in Los Angeles, Kalifornien; † 3. März 2022 ebenda) war ein US-amerikanischer Schauspieler. Seine bekannteste Rolle spielte er in den 1960er Jahren in der Sitcom Meine drei Söhne an der Seite von Fred MacMurray.

## Leben und Karriere
Tim Considine war der Sohn des Filmproduzenten John W. Considine Jr. und von Carmen Pantages, der Tochter des Kino- und Theaterbesitzers Alexander Pantages. Sein älterer Bruder ist der Schauspieler John Considine. Seine erste Filmrolle hatte er zwölfjährig als Sohn von Red Skelton in der Tragikomödie Die Tränen des Clowns (1953) unter Regie von Robert Z. Leonard. Im folgenden Jahr war er der Filmsohn von William Holden und June Allyson in Robert Wises Romanverfilmung Die Intriganten. Ab 1955 spielte er Hauptrollen in mehreren von Disney produzierten Fernsehserien, unter anderem als Spin in Spin und Marty und als einer der Hardy Boys in The Hardy Boys. 1959 wirkte er im Disney-Kinofilm Der unheimliche Zotti in einer größeren Rolle mit, im folgenden Jahr war er in dem für fünf Oscars nominierten Film Sunrise at Campobello als Politikersohn James Roosevelt zu sehen.
Ab 1960 spielte Considine seine bekannteste Rolle als Mike Douglas in der Sitcom Meine drei Söhne, in der er wie bereits in Der unheimliche Zotti an der Seite von Fred MacMurray auftrat. Als er der Rolle müde wurde und auch Regie führen wollte, geriet er in eine Auseinandersetzung mit dem Produzenten Don Fedderson. Er verließ die Serie, seine Figur wurde verheiratet und dann herausgeschrieben.
Anschließend spielte er Gastrollen in mehreren Serien wie Bonanza und Rauchende Colts, aber insgesamt ließen die Rollenangebote nach. In Patton – Rebell in Uniform (1970) hatte er einen kurzen, aber markanten Auftritt als traumatisierter Soldat, der von dem von George C. Scott verkörperten Patton geschlagen wird. In den 1970er-Jahren zog er sich weitgehend aus dem Schauspielgeschäft zurück, stand aber noch bis 2006 gelegentlich vor der Kamera.
In späteren Jahren arbeitete Considine als Fotograf und Autor, wobei er sich insbesondere auf Motorsport und Automobilgeschichte spezialisierte und zu diesen Themen mehrere Sachbücher schrieb. Er war von 1965 bis 1972 mit der Schauspielerin Charlotte Stewart verheiratet. 1979 ehelichte er Willette Hunt; aus der Verbindung ging ein Kind hervor. 2006 wurde Considine zur Disney Legend ernannt. Er starb am 3. März 2022 im Alter von 81 Jahren in seinem Haus in Mar Vista, einem Stadtteil von Los Angeles.

## Filmografie (Auswahl)
- 1953: Die Tränen des Clowns (The Clown)
- 1954: Die Intriganten (Executive Suite)
- 1954: Ihre zwölf Männer (Her Twelve Men)
- 1955: Der Privatkrieg des Major Benson (The Private War of Major Benson)
- 1955: Escape – Die Flucht (Unchained)
- 1955: Spin und Marty (The Adventures of Spin and Marty; Fernsehserie, 26 Folgen)
- 1956: The Hardy Boys: The Mystery of the Applegate Treasure (Fernsehserie, 19 Folgen)
- 1957: The Hardy Boys: The Mystery of the Ghost Farm (Fernsehserie, 10 Folgen)
- 1958: Annette (Fernsehserie, 19 Folgen)
- 1959: Der unheimliche Zotti (The Shaggy Dog)
- 1959: Cheyenne (Fernsehserie, Folge Reprieve)
- 1960: Sunrise at Campobello
- 1960–1965: Meine drei Söhne (My Three Sons; Fernsehserie, 185 Folgen)
- 1965: Bonanza (Fernsehserie, Folge The Reluctant Rebel)
- 1966: Auf der Flucht (The Fugitive; Fernsehserie, Folge Second Sight)
- 1970: Patton – Rebell in Uniform (Patton)
- 1970: Der Chef (Ironside; Fernsehserie, Folge Noel’s Gonna Fly)
- 1970: Rauchende Colts (Gunsmoke; Fernsehserie, Doppelfolge Snowtrain)
- 1973: The Daring Dobermans
- 1983: Simon & Simon (Fernsehserie, Folge Design for Killing)
- 2000: Spin und Marty: Unter Verdacht (The New Adventures of Spin and Marty: Suspect Behavior, Fernsehfilm)
- 2003: Monster unter uns (Monster Makers, Fernsehfilm)
- 2006: Ray of Sunshine

## Veröffentlichungen (Auswahl)
- The Language of Sport, 1982, ISBN 0-87196-653-0